# Festival Dobrog pastira
Festival Dobrog pastira je hrvatski glazbeni festival duhovne glazbe.
Održava se od 2006. godine. Organizira ga Ured za pastoral duhovnih zvanja i ministranata Varaždinske biskupije koji vodi povjerenik vlč. Siniša Dudašek, a 2016. organizitoris su bili Povjerenstvo za pastoral duhovnih zvanja i ministranata te Ured za pastoral mladih Varaždinske biskupije. Održava se na nedjelju Dobrog pastira, četvrte uskrsne nedjelje. Budući da Crkva na nedjelju Dobrog pastira obilježava Svjetski molitveni dan za duhovna zvanja, festivalske pjesme su molitva Bogu za duhovna zvanja. Pravo nastupa na Festivalu imaju zborovi mladih ili solisti koji djeluju na području Varaždinske biskupije u župnim ili redovničkim zajednicama. Organizator preporučuje izvođačima izabrati jednu pjesmu (najbolje autorsku) kojom će opjevati Božje Očinstvo, kao i predanje Bogu na koje smo svi pozvani. Festival se tradicionalno održava u varaždinskoj župi sv. Fabijana i Sebastijana. 2017. festival je u Koprivnici, a prvi izvan Varaždina bio je 2016. u Čakovcu.
Tema Festivala 2015. godine bila je je "Pjevajte Gospodinu pjesmu novu!" Ps 96,1. Nastupili su vokalni ansambl "Sakcinski" iz Ivanca, Frama Varaždin, zborovi mladih iz župa Kalinovac, Đurđevac, Mala Subotica, Veliki Bukovec, Močile i koprivničke župe bl. Alojzija Stepinca, VIS Agnus iz Preloga, zbor "Sveta Barbara" iz filijale Prugovac župe Kloštar Podravski, zatim solisti vlč. Tihomir Kosec, Antonio Tkalec, Martina Tomas i Diana Hunjadi iz Koprivnice, te Bogoslovski oktet iz Zagreba. Poseban gost jubilarnog festivala bila je Marija Husar iz Zagreba. Kroz program je vodila Tanja Popec.
Na Festivalu 2016. nastupili su dječji zbor župe sv. Nikole iz Čakovca, zbor mladih "Benedictus" iz Kloštra Podravskog, zbor mladih "Stepinčeva mladež" iz župe bl. Alojzija Stepinca iz Koprivnice, zbor Frame Varaždin, zbor mladih "Ime ljubavi" iz župe sv. Nikole iz Koprivnice, zbor mladih Varaždinske biskupije, solisti vlč. Tihomir Kosec iz Varaždina, Martina Tomas iz Močila, te Vlatko Vukina i Janja Vukina Fučko iz Čakovca, a kao posebni gosti nastupili su Čedo Antolić i njegov sin Matija, kao i Franjevački bogoslovski zbor iz Zagreba.
Tema Festivala 2017. godine nadahnuta je riječima molitve bl. Charlesa de Foucaulda "Oče, stavljam se u tvoje ruke". Sudionici su Dječji zbor župa grada Koprivnice, zborovi mladih 'Ime ljubavi', 'Stepinčeva mladež' i 'Eshaton' kao i solistice Sara Tomić te Martina Tomas iz Koprivnice, solisti Luka Kapitanić iz Virja, Vesna Posavec iz Kneginca,  Anita Vincek iz Varaždina, zbor mladih 'Benedictus' iz Kloštra Podravskog, 'Iuventus Christi' iz Đurđevca, zbor mladih 'Svih Svetih' iz Podravskih Sesveta, 'Svjetlost svijeta' iz župe Ivanec te Zbor mladih varaždinske biskupije. Gostujući izvođači su Čedo i Matija Antolić., a program festivala vodi Tanja Popec.